# 콩고 공화국의 행정 구역

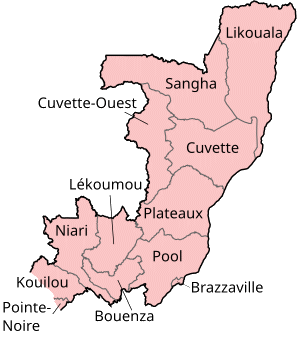
콩고 공화국의 행정 구역

콩고 공화국은 12개 주(département)로 구성되어 있으며 이들 주는 86개 구와 7개 시로 나뉜다. (괄호 안에 있는 내용은 행정 구역의 원어명과 주도)
- 부엔자 주 (Bouenza, 마딩구)
- 브라자빌 (Brazzaville)
- 퀴베트 주 (Cuvette, 오완도)
- 퀴베트우에스트 주 (Cuvette-Ouest, 에워)
- 쿠일루 주 (Kouilou, 로앙고)
- 레쿠무 주 (Lékoumou, 시비티)
- 리쿠알라 주 (Likouala, 임퐁도)
- 니아리 주 (Niari, 루보모)
- 플라토 주 (Plateaux, 잠발라)
- 푸앵트누아르 (Pointe-Noire)
- 풀 주 (Pool, 킨칼라)
- 상가 주 (Sangha, 우에소)

## 같이 보기
- ISO 3166-2:CG